# 한국바둑리그
한국바둑리그는 한국바둑계 최초로 시도되는 프로팀간의 기전으로 2003년 6개 팀으로 진행된 '한국드림리그'를 모태로 하여 2004년 창설된 최초의 프로팀 단위 바둑리그이다.
2004년엔 스폰서 없이 진행되다가 2005년 농협이 스폰서를 맡아 진행했고 2006년부터는 KB 국민은행이 스폰서를 맡아 진행하면서 오늘에 이르고 있다. 또한 2012시즌부터 한국 바둑의 미래 육성을 위해 2군 리그인 락스타리그가 출범했고. 2014시즌부터 대회명이 퓨처스리그로 바뀌어서 진행 중이다.

## 역대 리그 방식

### 바둑리그
| 년도            | 리그 방식                                                                                               | 대국 규정 |
| 2004년          | 8개팀 더블리그 총 112경기 1장~4장 지명 순번별 대국방식 승리 2점, 무승부 1점                             | 제한시간 10분 40초 초읽기 3회                                                                                             |
| 2005년          | 8개팀 더블리그 총 112경기 1장~4장 지명 순번별 대국방식 4:0 승리 3점, 3:1 승리 2점, 무승부 1점, 패배 0점 | 제한시간 10분 1분 초읽기 1회                                                                                              |
| 2006년          | 8개팀 더블리그, 5판 다승제 자유 오더제 승리 3점, 무승부 1점                                             | 제한시간 10분 1분 초읽기 1회                                                                                              |
| 2007년          | 8개팀 더블리그, 5전 3선승제                                                                             | 제한시간 10분 30초 초읽기 3회                                                                                             |
| 2008년          | 8개팀 더블리그, 5판 다승제                                                                              | 속기 : 제한시간 없이 30초 초읽기 10회 장고 : 제한시간 각 1시간, 30초 초읽기 5회                                           |
| 2009년          | 7개팀 더블리그, 5판 다승제                                                                              | 속기 : 제한시간 없이 30초 초읽기 10회 장고 : 제한시간 각 1시간, 30초 초읽기 5회                                           |
| 2010년          | 9개팀 더블리그, 5판 다승제                                                                              | 속기 : 제한시간 없이 40초 초읽기 5회 장고 : 제한시간 각 1시간, 40초 초읽기 5회                                            |
| 2011년          | 8개팀 더블리그, 5판 다승제                                                                              | 속기 : 제한시간 없이 40초 초읽기 5회 장고 : 제한시간 각 1시간, 40초 초읽기 5회                                            |
| 2012년          | 10개팀 더블리그, 5판 다승제                                                                             | 제한시간 없이 40초 초읽기 5회                                                                                             |
| 2013년          | 8개팀 더블리그, 5판 다승제                                                                              | 속기 : 제한시간 없이 40초 초읽기 5회 장고 : 제한시간 각 1시간, 40초 초읽기 5회                                            |
| 2014년          | 8개팀 더블리그, 5판 다승제                                                                              | 속기 : 제한시간 10분 40초 초읽기 5회 장고 : 제한시간 각 1시간 30분, 40초 초읽기 5회                                       |
| 2015년 ~ 2017년 | 9개팀 더블리그, 5판 다승제                                                                              | 속기 : 제한시간 10분 40초 초읽기 5회 장고 : 제한시간 각 1시간, 1분 초읽기 1회                                             |
| 2018년          | 8개팀 더블리그, 5판 다승제                                                                              | 속기 : 제한시간 10분 40초 초읽기 5회 장고 : 제한시간 각 1시간, 1분 초읽기 1회                                             |
| 2019~20         | 9개팀 더블리그, 5판 다승제                                                                              | 속기 : 제한시간 10분 40초 초읽기 5회 장고 A : 제한시간 각 2시간, 1분 초읽기 1회 장고 B :제한시간 각 1시간, 1분 초읽기 1회 |
| 2020~21         | 8개팀 더블리그, 5판 다승제                                                                              | 속기 : 제한시간 10분 40초 초읽기 5회 장고 A : 제한시간 각 2시간, 1분 초읽기 1회 장고 B :제한시간 각 1시간, 1분 초읽기 1회 |
| 2021~22         | 9개팀 전반기-후반기 리그, 5판 다승제                                                                    | 제한시간 각 1시간, 1분 초읽기 3회                                                                                         |
| 2022~23         | 12팀 양대리그로 진행 2-2 동률시 에이스결정전, 승점제 (해외팀 2팀 포함)                                  | 속기 : 각자 20분 착수시 20초 추가 장고 : 각자 40분, 착수시 20초 추가 초속기 :각자 1분 착수시 20초 추가                    |
| 2023~24         | 8개팀 단일리그로 진행 2-2 동률시 에이스결정전, 승점제 (퓨처스리그 폐지)                                 | 속기 : 각자 10분 착수시 20초 추가 장고 : 각자 40분, 착수시 20초 추가 초속기 :각자 1분 착수시 20초 추가                    |
| 2024~25         | 8개팀 단일리그로 진행 5판 3선승제                                                                       | 각자 1분 + 착수시 10초 추가                                                                                               |

## 역대 우승 팀

### 바둑리그
(선수는 지명 순으로 나열)
| 연도    | 팀이름          | 연고지          | 감독   | 선수                                                    | MVP             |
| ------- | --------------- | --------------- | ------ | ------------------------------------------------------- | --------------- |
| 2024~25 | 영림프라임창호  | 인천광역시      | 박정상 | 강동윤 · 박민규 · 송지훈 · 박진영 · 강승민 · 당이페이   | 강동윤          |
| 2023~24 | 고려아연        | 울산광역시      | 박승화 | 신민준 · 이창석 · 문민종 · 한상조 · 김채영 · 랴오위안허 | 문민종          |
| 2022~23 | KIXX            | 광주광역시      | 김영환 | 신진서 · 박진솔 · 김승재 · 백현우 · 김창훈              | 신진서          |
| 2021~22 | 수려한합천      | 합천군          | 고근태 | 박정환 · 박영훈 · 나현 · 김진휘 · 박종훈                | 신진서          |
| 2020~21 | 셀트리온        | 인천광역시      | 백대현 | 신진서 · 원성진 · 조한승 · 강승민 · 이태현              | 원성진          |
| 2019~20 | 한국물가정보    | 서울특별시      | 한종진 | 신민준 · 강동윤 · 허영호 · 박하민 · 안정기              | 신민준          |
| 2018년  | 포스코켐텍      | 경상북도 포항시 | 이상훈 | 최철한 · 변상일 · 나현 · 이원영 · 윤찬희                | 변상일          |
| 2017년  | 정관장 황진단   | 대전광역시      | 김영삼 | 신진서 · 이창호 · 김명훈 · 한승주 · 박진솔              | 신진서          |
| 2016년  | 티브로드        | 이북5도         | 이상훈 | 박정환 · 김승재 · 강유택 · 이동훈 · 박민규              | 박정환          |
| 2015년  | 티브로드        | 이북5도         | 이상훈 | 박정환 · 김승재 · 강유택 · 이동훈 · 박민규              | 박정환          |
| 2014년  | 티브로드        | 이북5도         | 이상훈 | 박정환 · 김승재 · 강유택 · 이동훈 · 박민규              | 박정환          |
| 2013년  | 신안 천일염     | 전라남도 신안군 | 이상훈 | 이세돌 · 강유택 · 김정현 · 온소진 · 류재형              | 김정현          |
| 2012년  | 한게임          | 경기도          | 차민수 | 김지석 · 윤준상 · 이동훈 · 이태현 · 최기훈              | 김지석          |
| 2011년  | 포스코 LED      | 경상북도 포항시 | 김성룡 | 강동윤 · 목진석 · 백홍석 · 온소진 · 주형욱 · 김정현     | 강동윤 · 김정현 |
| 2010년  | 신안 천일염     | 전라남도 신안군 | 이상훈 | 이세돌 · 한상훈 · 이춘규 · 이호범 · 박시열 · 안국현     | 이세돌          |
| 2009년  | 영남일보        | 대구광역시      | 최규병 | 박영훈 · 강유택 · 김지석 · 김형우 · 염정훈 · 유창혁     | 김지석          |
| 2008년  | 영남일보        | 대구광역시      | 최규병 | 김지석 · 윤준상 · 강유택 · 조혜연 · 허영호 · 김형우     | 윤준상          |
| 2007년  | 영남일보        | 대구광역시      | 최규병 | 이영구 · 김지석 · 홍민표 · 손근기 · 허영호 · 김형우     | 김지석          |
| 2006년  | KIXX            | 광주광역시      | 백성호 | 최철한 · 박정상 · 홍민표 · 이재웅 · 최원용              | 최철한          |
| 2005년  | 신성건설        | 없음            | 없음   | 박영훈 · 박정상 · 이희성 · 김영환                       | 박영훈          |
| 2004년  | 한게임 바둑     | 없음            | 없음   | 이세돌 · 강동윤 · 류재형 · 홍민표                       | 이세돌          |
| 2003년  | 엠게임-드림리그 | 없음            | 없음   | 이창호 · 최규병 · 이상훈                                | 이창호          |

### 퓨처스리그
(선수는 지명 순으로 나열)
| 연도          | 팀이름        | 연고지          | 감독   | 선수                              | 다승상                 | 우수기사상 | 여자기사상 |
| ------------- | ------------- | --------------- | ------ | --------------------------------- | ---------------------- | ---------- | ---------- |
| 2022년-2023년 | 정관장 천녹   | 대전광역시      | 최명훈 | 이연 · 김승진 · 최정관            | 이연                   |            |            |
| 2021년-2022년 | 수려한합천    | 합천군          | 고근태 | 현유빈 · 박진영 · 이현호          | 위태웅, 이원도, 이현호 |            |            |
| 2020년-2021년 | KIXX          | 광주광역시      | 김영환 | 한상훈 · 박재근 · 신재원          | 김세동                 |            |            |
| 2019년-2020년 | 홈앤쇼핑      | 서울특별시      | 최규병 | 김창훈 · 김기범 · 최원용          | 김창훈                 |            |            |
| 2018년        | 정관장 황진단 | 대전광역시      | 김승준 | 송규상 · 이원도 · 오유진          | 송규상, 이원도         | 송규상     |            |
| 2017년        | 정관장 황진단 | 대전광역시      | 김영삼 | 박하민 · 김진휘 · 이호승          | 이원도                 | 홍기표     |            |
| 2016년        | 정관장 황진단 | 대전광역시      | 김영삼 | 홍기표 · 이형진 · 김기원          | 송지훈, 안정기, 유병용 | 송지훈     |            |
| 2015년        | SK엔크린      | 울산광역시      | 최규병 | 류수항 · 최재영 · 김대용          | 박진솔                 | 박진솔     |            |
| 2014년        | 티브로드      | 이북5도         | 이상훈 | 윤찬희 · 박민규 · 류민형          | 박진솔                 | 박민규     |            |
| 2013년        | 포스코켐텍    | 경상북도 포항시 | 김성룡 | 강승민 · 안형준 · 최기훈 · 최정   | 한승주                 | 한승주     | 최정       |
| 2012년        | 포스코 LED    | 경상북도 포항시 | 김성룡 | 이상헌 · 이희성 · 황재연 · 김채영 | 강승민                 | 김세동     | 박지연     |

## 같이 보기
- 한국여자바둑리그
- 시니어바둑리그
- 한중 바둑리그 우승팀 대항전
- 한국기원
- 국민은행(2006년부터 메인스폰서로 참여 중)